# Bouillancourt-la-Bataille
Bouillancourt-la-Bataille és un municipi francès situat al departament del Somme i a la regió dels Alts de França. L'any 2007 tenia 142 habitants.

## Demografia

### Població

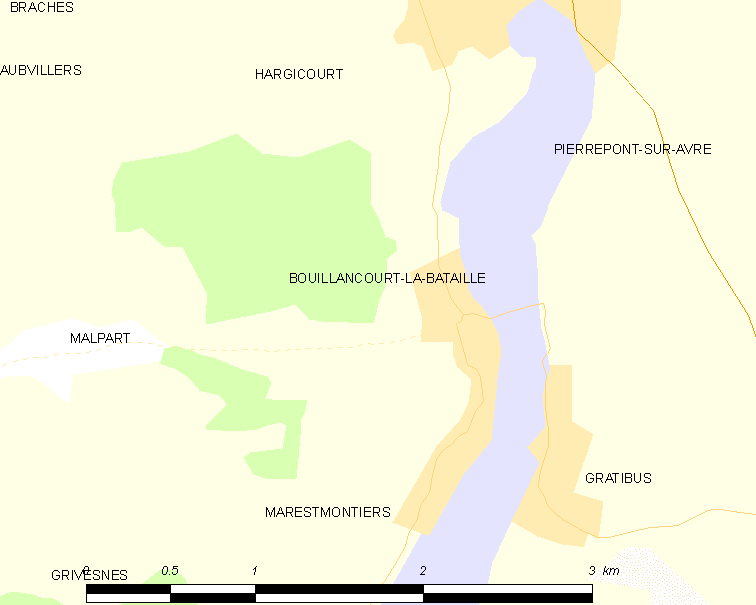

El 2007 la població de fet de Bouillancourt-la-Bataille era de 142 persones. Hi havia 50 famílies de les quals 8 eren unipersonals (4 homes vivint sols i 4 dones vivint soles), 17 parelles sense fills i 25 parelles amb fills.
La població ha evolucionat segons el següent gràfic:
Habitants censats

### Habitatges
El 2007 hi havia 60 habitatges, 52 eren l'habitatge principal de la família, 5 eren segones residències i 2 estaven desocupats. 58 eren cases i 2 eren apartaments. Dels 52 habitatges principals, 43 estaven ocupats pels seus propietaris, 7 estaven llogats i ocupats pels llogaters i 2 estaven cedits a títol gratuït; 3 tenien dues cambres, 7 en tenien tres, 14 en tenien quatre i 28 en tenien cinc o més. 41 habitatges disposaven pel capbaix d'una plaça de pàrquing. A 22 habitatges hi havia un automòbil i a 29 n'hi havia dos o més.

### Piràmide de població
La piràmide de població per edats i sexe el 2009 era:
| Homes | Edats   | Dones |
| ----- | ------- | ----- |
| 0     | 95 o +  | 0     |
| 0     | 90 a 94 | 0     |
| 0     | 85 a 89 | 0     |
| 0     | 80 a 84 | 4     |
| 4     | 75 a 79 | 8     |
| 4     | 70 a 74 | 4     |
| 0     | 65 a 69 | 0     |
| 4     | 60 a 64 | 4     |
| 4     | 55 a 59 | 8     |
| 16    | 50 a 54 | 0     |
| 0     | 45 a 49 | 12    |
| 0     | 40 a 44 | 0     |
| 0     | 35 a 39 | 0     |
| 4     | 30 a 34 | 0     |
| 0     | 25 a 29 | 0     |
| 8     | 20 a 24 | 0     |
| 4     | 15 a 19 | 4     |
| 8     | 10 a 14 | 4     |
| 8     | 5 a 9   | 0     |
| 0     | 0 a 4   | 0     |

## Economia
El 2007 la població en edat de treballar era de 96 persones, 62 eren actives i 34 eren inactives. De les 62 persones actives 53 estaven ocupades (31 homes i 22 dones) i 8 estaven aturades (4 homes i 4 dones). De les 34 persones inactives 13 estaven jubilades, 6 estaven estudiant i 15 estaven classificades com a «altres inactius».

### Ingressos
El 2009 a Bouillancourt-la-Bataille hi havia 55 unitats fiscals que integraven 136 persones, la mediana anual d'ingressos fiscals per persona era de 17.551 €.

### Activitats econòmiques
Dels 5 establiments que hi havia el 2007, 1 era d'una empresa extractiva, 1 d'una empresa de fabricació d'altres productes industrials, 2 d'empreses de construcció i 1 d'una empresa de serveis.
Dels 3 establiments de servei als particulars que hi havia el 2009, 1 era un taller de reparació d'automòbils i de material agrícola, 1 paleta i 1 electricista.

## Poblacions més properes
El següent diagrama mostra les poblacions més properes.